# Cameraria (vlinder)
Cameraria is een geslacht van nachtvlinders uit de familie Gracillariidae, de mineermotten.

## Soorten
- C. acericola Kumata, 1963
- C. aceriella (Clemens, 1859)
- C. aesculisella (Chambers, 1871)
- C. affinis (Frey & Boll, 1876)
- C. agrifoliella (Braun, 1908)
- C. anomala Opler & Davis, 1981
- C. arcuella (Braun, 1908)
- C. australisella (Chambers, 1878)
- C. barlowi Kumata, 1993
- C. bauhiniae (Stainton, 1856)
- C. bethunella (Chambers, 1871)
- C. betulivora (Walsingham, 1891)
- C. borneensis Kumata, 1993
- C. caryaefoliella (Clemens, 1859)
- C. castaneaeella (Chambers, 1875)
- C. cervina (Walsingham, 1907)
- C. cincinnatiella (Chambers, 1871)
- C. conglomeratella (Zeller, 1875)
- C. corylisella (Chambers, 1871)
- C. chambersella (Walsingham, 1889)
- C. diabloensis Opler & Davis, 1981
- C. eppelsheimii (Frey & Boll, 1878)
- C. fara De Prins, 2012
- C. fasciata Kumata, 1993
- C. fasciella (Walsingham, 1891)
- C. fletcherella (Braun, 1908)
- C. gaultheriella (Walsingham, 1889)
- C. guttifinitella (Clemens, 1859)
- C. hamadryadella (Clemens, 1859)
- C. hamameliella (Busck, 1903)
- C. hexalobina (Vári, 1961)
- C. hikosanensis Kumata, 1963
- C. jacintoensis Opler & Davis, 1981
- C. landryi De Prins, 2012
- C. lentella (Braun, 1908)
- C. leucothorax (Walsingham, 1907)
- C. lobatiella Opler & Davis, 1981
- C. macrocarpae Freeman, 1970
- C. macrocarpella (Frey & Boll, 1878)
- C. magnisignata Kumata, 1993
- C. marinensis Opler & Davis, 1981
- C. mediodorsella (Braun, 1908)
- C. mendocinensis Opler & Davis, 1981
- C. milletiae Kumata, 1993
- C. nemoris (Walsingham, 1889)
- C. niphonica Kumata, 1963
- C. obliquifascia (Filipjev, 1926)
- C. obstrictella (Clemens, 1859)
- C. ohridella

Paardenkastanjemineermot Deschka & Dimic, 1986
- C. ostryarella (Chambers, 1871)
- C. palawanensis Kumata, 1995
- C. pentekes Opler & Davis, 1981
- C. perodeaui De Prins, 2012
- C. philippinensis Kumata, 1995

- C. picturatella (Braun, 1916)
- C. platanoidiella (Braun, 1908)
- C. pongamiae Kumata, 1993
- C. quadrifasciata Kumata, 1993
- C. quercivorella (Chambers, 1879)
- C. saccharella (Braun, 1908)
- C. sadlerianella Opler & Davis, 1981
- C. saliciphaga (Kuznetzov, 1975)
- C. sempervirensella Opler & Davis, 1981
- C. serpentinensis Opler & Davis, 1981
- C. shenaniganensis Opler & Davis, 1981
- C. sokoke De Prins, 2012
- C. superimposita (Braun, 1925)
- C. temblorensis Opler & Davis, 1981
- C. tildeni Opler & Davis, 1981
- C. torridella De Prins, 2012
- C. trizosterata Kumata, 1993
- C. tubiferella (Clemens, 1860)
- C. ulmella (Chambers, 1871)
- C. umbellulariae (Walsingham, 1889)
- C. varii De Prins, 2012
- C. virgulata (Meyrick, 1914)
- C. walsinghami Opler & Davis, 1981
- C. wislizeniella Opler, 1971
- C. zaira De Prins, 2012